# Liliana Lozano
Liliana Andrea Lozano Garzón (El Paujil, Caquetá, 28 de septiembre de 1978-Pradera, Valle del Cauca, 10 de enero de 2009) fue una actriz y modelo colombiana, reina nacional del Bambuco.
Fue la novia de Héctor Fabio, hermano del traficante de drogas Leonidas Vargas. Inició su carrera en televisión como presentadora de programas de concurso, para luego hacer parte del elenco de las telenovelas Pasión de Gavilanes y La Dama de Troya.

## Biografía
Liliana Lozano nació en El Paujil, Caquetá, hija de Luis Carlos Lozano y Dora Garzón. En 1994, Lozano representó al departamento del Caquetá en el Festival del Bambuco en San Juan y San Pedro de Neiva, obteniendo el título de Reina nacional del Bambuco. Ese mismo año empezó su carrera en el mundo de la televisión. Apareció en la telenovela Pasión de Gavilanes, una de las novelas más exitosas en la historia de la televisión colombiana, que logró transmitirse en más de 40 países. Lozano representó el papel de Esperanza en la telenovela.
Lozano también apareció en las series La familia Cheveroni, Infieles anónimos, Así es la vida, Amor de mis amores y Marido a Sueldo. Su última aparición se dio en el 2008 en la telenovela La Dama de Troya como Carmentea.
Lozano tuvo un romance con Pablo Martin, un actor venezolano que actuó en la telenovela Dora, la celadora. Lozano también aseguró haber tenido un romance con el reconocido futbolista colombiano Faustino Asprilla.

### Asesinato
El 10 de enero de 2009 Lozano fue asesinada junto a Fabio Vargas, hermano del narcotraficante Leonidas Vargas. Los cuerpos de Lozano y Fabio Vargas fueron encontrados a las afueras de un hotel en Pradera, Valle del Cauca. Todo apunta a que se trató de un asesinato por venganza.

### Filmografía
| Año  | Título                 | Rol                |
| ---- | ---------------------- | ------------------ |
| 2004 | Pasión de gavilanes    | Esperanza          |
| 2004 | Amor de mis amores     |                    |
| 2005 | Séptima puerta         |                    |
| 2006 | Amores de mercado      | Margarita          |
| 2007 | Decisiones             | Varios personajes  |
| 2008 | La dama de troya       | Carmentea          |
| 2008 | La Familia Cheveroni   | Karen              |
| 2008 | Aquí no hay quien viva |                    |
| 2008 | Infieles anonimos      | Mary Tere Restrepo |